# 78661 Castelfranco
78661 Castelfranco este un asteroid din centura principală de asteroizi.

## Descriere
78661 Castelfranco este un asteroid din centura principală de asteroizi. A fost descoperit pe 2 octombrie 2002 la Campo Imperatore, în cadrul proiectului CINEOS. Asteroidul prezintă o orbită caracterizată de o semiaxă mare de 2,33 ua, o excentricitate de 0,03 și o înclinație de 2,6° în raport cu ecliptica.